# Copacabana
 Denne artikel omhandler bydelen Copacabana. Opslagsordet har også en anden betydning, se Copacabana (Bolivia).
Copacabana er en bydel (portugisisk: bairro) i den brasilianske by Rio de Janeiro. Bydelen er især kendt for sin 4 km lange strand, og oftest hentydes der til netop denne strand når ordet bruges.
Strandpromenaden er spækket med fine store hoteller og er, på trods af sit ry blandt de lokale for at være farligere og mere beskidt, stadig nok bedre kendt end den mere fashionable Ipanema-strand.
Der bor ca. 400.000 mennesker i Copacabana og byen hører dermed til blandt nogle af de tættest beboede områder i verden.
Mod nord er Copacabana flankeret af bydelene Leme og Urca. I Urca findes det berømte bjerg Pão de Açucar (Sukkertoppen (Rio de Janeiro)), der især er kendt for dets tovbane og dennes medvirken i filmen Moonraker med Roger Moore i rollen som agent 007 James Bond.
Copacabana begynder i nord ved Av. Princesa Isabel (Posto Dois, livredderstation to) og slutter i syd omkring Posto Seis (Livredderstation seks). Her ligger fæstningsværket Forte de Copacabana og på den anden side af denne fortsætter stranden; Først i Praia do Arpoador, dernæst i den længere og mere fashionable Praia do Ipanema.
Mod Øst er Copacabana flankeret af Atlanterhavet, mens bydelen mod vest er afgrænset af bydelene Humaitá og Botafogo. Sidstnævnte er især kendt for sit fodboldhold, der hører til blandt de bedste i Brasilien.
Copacabana-stranden er, udover et naturligt samlingssted for turister og indfødte der gerne vil køles af havet, også et sportsligt og kulturelt centrum. Hver dag er der lokale kunstnere, der udstiller og sælger deres kunstværker, som kan være alt fra moderne malerkunst og avancerede sandskulpturer til lokal smykkekunst og opvisning i kampsportsdansen Capoeira. Stranden benyttes også til at afholde organiserede (såvel som uorganiserede) kampe i strandfodbold og en speciel form for volleyball, hvor kun fødderne må røre bolden. Hvert år nytårsaften samles hundredtusindvis af mennesker på stranden for at gå ind i det nye år og nyde det spektakulære fyrværkerishow. Op til karnevallet kan man dagligt se forskellige sambaskoler øve deres march og her kan man også opleve hvorledes de lokale, store som små, unge som gamle, helt per automatik lever sig ind i sambaen. I 2006 var stranden skueplads for en af verdenshistoriens største rock-koncerter, da Rolling Stones spillede op for et publikum, der blev anslået til at tælle ca. 1,5 mio. mennesker.